# Forest County (Wisconsin)
Das Forest County ist ein County im US-amerikanischen Bundesstaat Wisconsin. Im Jahr 2020 hatte das County 9179 Einwohner und eine Bevölkerungsdichte von 3,5 Einwohnern pro Quadratkilometer. Der Verwaltungssitz (County Seat) ist Crandon, das nach Major Frank P. Crandon, einem Eisenbahnpionier, benannt wurde.

## Geografie
Das County liegt fast im äußersten Nordosten von Wisconsin, grenzt im Norden an Michigan und hat eine Fläche von 2710 Quadratkilometern, wovon 84 Quadratkilometer Wasserfläche sind. An das Forest County grenzen folgende Nachbarcountys:
| Vilas County    | Iron County (Michigan) | Florence County  |
| Oneida County   |                        | Marinette County |
| Langlade County |                        | Oconto County    |

## Geschichte
Das Forest County wurde am 11. April 1885 aus Teilen des Langlade County und des Oconto County gebildet.

## Bevölkerung

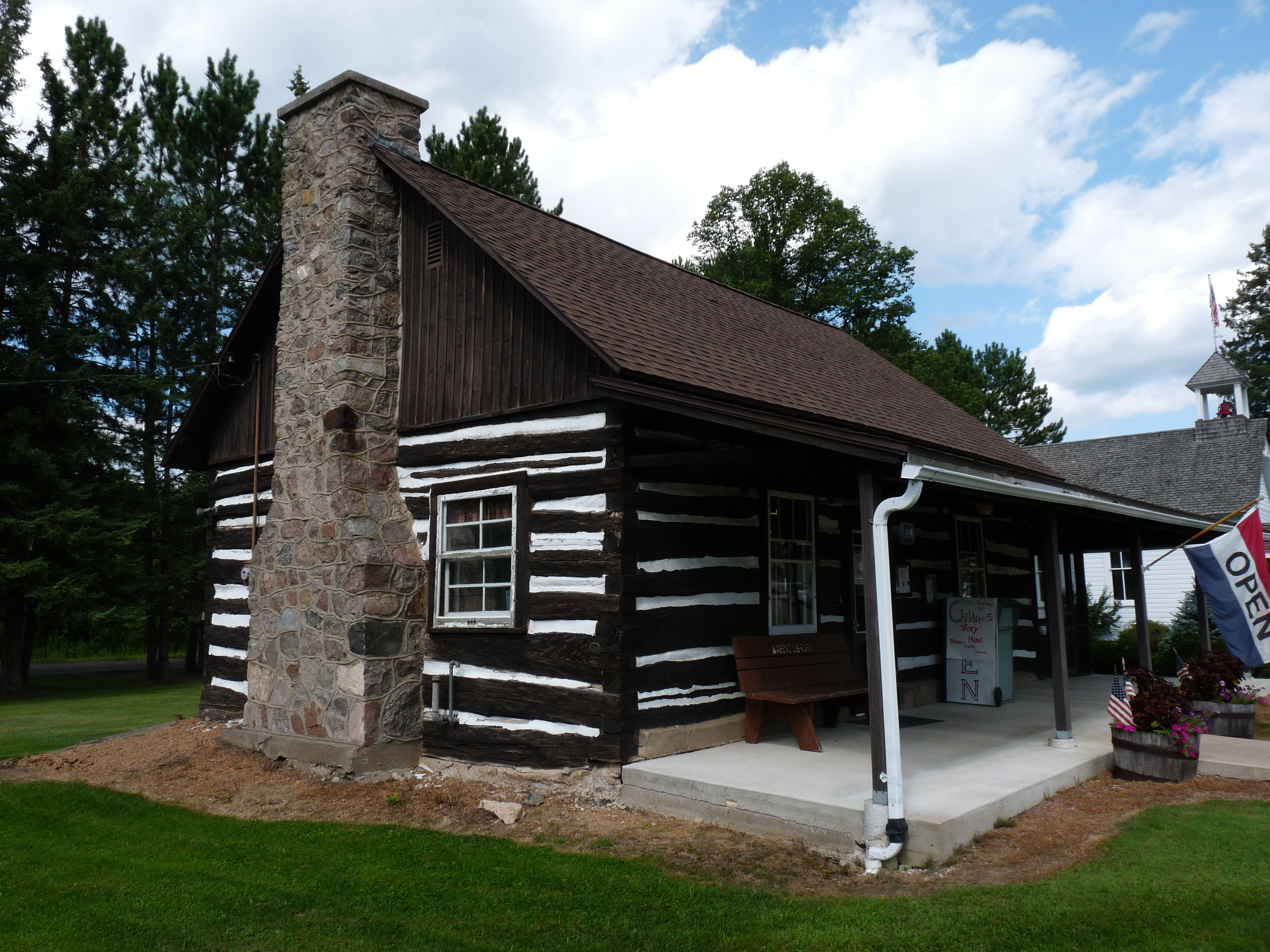
Waubeno Public Library, seit 1993 im NRHP gelistet

Nach der Volkszählung im Jahr 2010 lebten im Forest County 9304 Menschen in 3853 Haushalten. Die Bevölkerungsdichte betrug 3,5 Einwohner pro Quadratkilometer. In den 3853 Haushalten lebten statistisch je 2,35 Personen.
Ethnisch betrachtet setzte sich die Bevölkerung zusammen aus 82,3 Prozent Weißen, 1,0 Prozent Afroamerikanern, 13,8 Prozent amerikanischen Ureinwohnern, 0,2 Prozent Asiaten, 0,1 Prozent Polynesiern sowie aus anderen ethnischen Gruppen; 2,6 Prozent stammten von zwei oder mehr Ethnien ab. Unabhängig von der ethnischen Zugehörigkeit waren 1,7 Prozent der Bevölkerung spanischer oder lateinamerikanischer Abstammung.
21,5 Prozent der Bevölkerung waren unter 18 Jahre alt, 57,2 Prozent waren zwischen 18 und 64 und 21,3 Prozent waren 65 Jahre oder älter. 49,0 Prozent der Bevölkerung war weiblich.
Das jährliche Durchschnittseinkommen eines Haushalts lag bei 40.215 USD. Das Pro-Kopf-Einkommen betrug 20.684 USD. 16,0 Prozent der Einwohner lebten unterhalb der Armutsgrenze.
Der im Vergleich zum Landesdurchschnitt wesentlich höhere Anteil an indianischer Bevölkerung ist auf die beiden Indianerreservationen Forest County Potawatomi Community der Potawatomi und Sokaogon Chippewa Community der Anishinabe zurückzuführen.

## Ortschaften im Forest County
City
- Crandon

Census-designated places (CDP)
| - Argonne - Laona - Mole Lake | - Newald - Wabeno |

Andere Unincorporated Communities
| - Alvin - Armstrong Creek - Atkins - Blackwell - Blackwell Junction - Bonneval | - Carter - Cavour - Hiles - Laona Junction - Nashville - Nelma | - Padus - Popple River - Soperton - Wisconsin Junction - Woodlawn |

## Gliederung
Das Forest County ist neben der City of Crandon in 14 Towns eingeteilt:
| Town                    | Einwohner (2010) | FIPS     |
| ----------------------- | ---------------- | -------- |
| Town of Alvin           | 157              | 55-01625 |
| Town of Argonne         | 512              | 55-02625 |
| Town of Armstrong Creek | 409              | 55-02950 |
| Town of Blackwell       | 332              | 55-07950 |
| Town of Caswell         | 91               | 55-13125 |
| Town of Crandon         | 650              | 55-17450 |
| Town of Freedom         | 345              | 55-27600 |

| Town                 | Einwohner (2010) | FIPS     |
| -------------------- | ---------------- | -------- |
| Town of Hiles        | 311              | 55-34650 |
| Town of Laona        | 1212             | 55-42500 |
| Town of Lincoln      | 955              | 55-44375 |
| Town of Nashville    | 1064             | 55-55575 |
| Town of Popple River | 44               | 55-64050 |
| Town of Ross         | 136              | 55-69625 |
| Town of Wabeno       | 1166             | 55-83025 |